# Фукагава
Фука́гава (яп. 深川市 Фукагава-си) — город в Японии, находящийся в округе Сорати губернаторства Хоккайдо. Площадь города составляет 529,23 км², население — 22 429 человек (30 июня 2014), плотность населения — 42,38 чел./км².

## Географическое положение
Город расположен на острове Хоккайдо в губернаторстве Хоккайдо. С ним граничат города Асибецу, Акабира, Такикава, Асахикава и посёлки Мосеуси, Типпубецу, Нумата, Хороканай, Хороканай, Обира.

## Население
Население города составляет 22 429 человек (30 июня 2014), а плотность — 42,38 чел./км². Изменение численности населения с 1980 по 2005 годы:
| 1980 | 35 376 чел. |  |
| 1985 | 33 833 чел. |  |
| 1990 | 30 671 чел. |  |
| 1995 | 28 770 чел. |  |
| 2000 | 27 579 чел. |  |
| 2005 | 25 838 чел. |  |

## Символика
Деревом города считается берёза плосколистная, цветком — хризантема, птицей — обыкновенная кукушка.